# Заливский, Юзеф
Юзеф Заливский (пол. Józef Zaliwski, 22 марта 1797, Юрбаркас — 1 апреля 1855, Париж) — польский повстанческий деятель, полковник армии Царства Польского, организатор партизанского выступления в 1833 году.

## Биография
Представитель дворянского рода Заливских герба «Юноша». Родился в Юрбаркасе (Ковенская губерния), воспитывался иезуитами. В 1818 году поступил на службу в армию Царства Польского. Был инструктором в Школе подхорунжих в Варшаве.
Один из участников заговора Петра Высоцкого в 1828 году. В 1830 году принял активне участие в польском восстании (1830—1831). В первый день ноябрьского восстания руководил атаками повстанцев на варшавский арсенал. Был одним из самых выдающихся руководителей повстанцев в 1831 году. Сформировал партизанский отряд, действовавший в Курпиковской пуще, тревожа своими нападениями тылы наступающей русской армии. Не участвовал в обороне Варшавы, так как находился в это время под Гуре-Кальварии.
После подавления восстания Юзеф Заливский эмигрировал из Польши во Францию, был связан с европейскими масонами, сотрудничал с Иоахимом Лелевелем.

### Рейд в Царство Польское
Ю. Заливский представил «Народному комитету» И. Лелевеля план восстания, опиравшегося на простое население. Небольшие отряды эмигрантов, вооруженные в австрийской Галиции и прусском Познанском княжестве, должны были проникнуть на польские и литовско-белорусские земли и, провозглашая там свободу и равенство, склонить крестьян и горожан к всеобщему восстанию. Над каждыми двумя поветами (уездами) примет командование окружной начальник, над воеводством или губернией — начальник воеводства, а верховная власть над всеми будет в руках Юзефа Зеливского. Все это предприятие получила название «Месть народа». Комитет под руководством Иоахима Лелевеля одобрил план партизанского похода. Начало восстания было назначено на 19 марта 1833 года.
Несколько сот эмигрантов пробрались через Германию в польские земли, отошедшие к Австрии и Пруссии, находя приют в шляхетских усадьбах. Ю. Заливский, прибывший первым в Галицию, подбирал командиров повстанцев, собирал деньги и оружие. 19 марта 1833 года он с группой всего лишь 8 человек перешел польскую границу под Сандомиром и направился к Люблину. Переходя от деревни к деревне, Заливский убедился, что призывы к революции не встречают отклика, что народ, не забывший поражения Ноябрьского восстания, не желает нападать на русские войска. Преследуемый казаками, Юзеф Заливский отступил на галицкую территорию, где и был арестован австрийцами.
Таким образом, попытка организовать народное восстание в Царстве Польском провалилась. Небольшие и разрозненные эмигрантские отряды, не пользовавшие поддержкой населения, были арестованы в Польше и Галиции. Многие из них были казнены или отправлены на каторгу. В Северной Польше был схвачен Артур Завиша, который был казнен русскими в Варшаве. Михаил Волович проник в Белоруссию, но также был схвачен и казнен в Гродно. Сам Юзеф Заливский был арестован австрийскими жандармами и приговорён к смертной казни, которую ему заменили на 20 лет тюрьмы в крепости Куфштайн. В 1848 году был амнистирован и выехал во Францию, где принял активное участие в польском демократическом обществе.
В 1855 году Юзеф Заливский скончался в Париже и был похоронен на Монмартре.